# Irina Sokolovskaïa
Irina Borissovna Sokolovskaïa , en russe : Ирина Борисовна Соколовская, née le 3 janvier 1983 à Vologda, dans la République socialiste fédérative soviétique de Russie, est une joueuse russe de basket-ball. Elle évolue au poste d'ailière.

## Biographie
Avec le ŽBK Dynamo Moscou, elle remporte l'Eurocoupe 2014 face au Dynamo Koursk par 158 points à 150 (matches aller-retour).

## Palmarès
- Troisième des Jeux olympiques 2008
- Finaliste du championnat d'Europe 2005
- Vainqueur du championnat d'Europe 2007
- Vainqueur de l'Eurocoupe 2014